# Rudolf Nebel

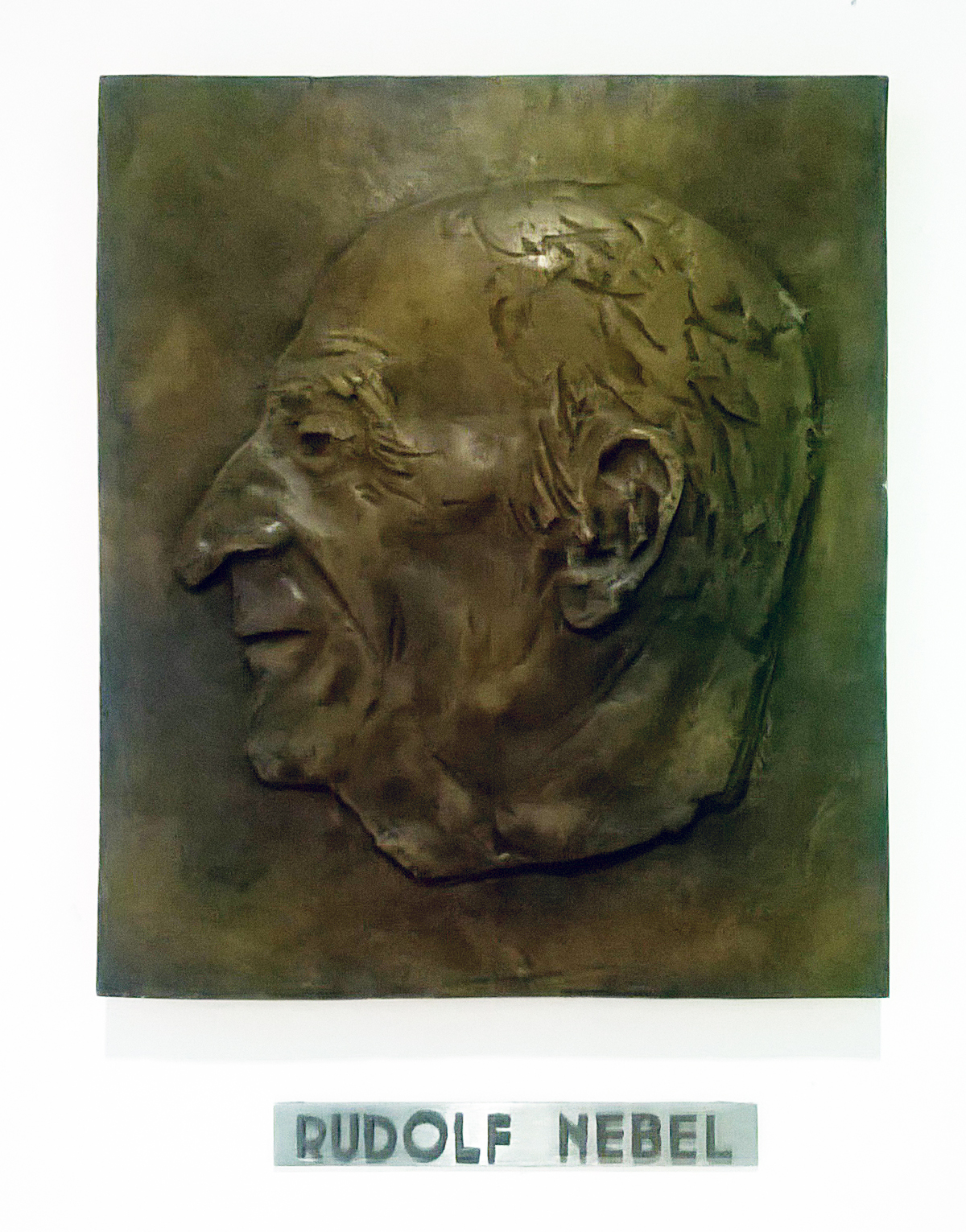
Relief, Flughafen Berlin-Tegel, in Berlin-Tegel

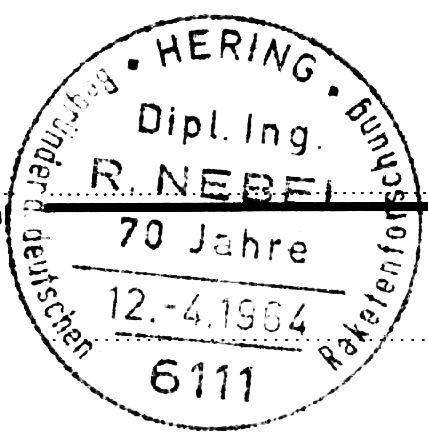
Sonderstempel zum 70. Geburtstag von Rudolf Nebel

Rudolf Nebel (* 21. März 1894 in Weißenburg in Bayern; † 18. September 1978 in Düsseldorf) war Raketenkonstrukteur und Begründer des weltweit ersten Raketenflugplatzes in Berlin. Nebel war von 1930 bis 1933 einer der aktivsten Raketenpioniere; er zählt aber nicht zu den „Vätern“ der Raumfahrt; dies waren der Russe Konstantin Ziolkowski (1857–1935), der Franzose Robert Esnault-Pelterie (1881–1957), der Amerikaner Robert Goddard (1882–1945) und der Deutsche Hermann Oberth (1894–1989).

## Leben
Im Ersten Weltkrieg war Rudolf Nebel Jagdflieger und entwickelte mit einem Sprengkopf bestückte Pulverraketen. Diese „Nebelwerfer“ montierte er unter sein Jagdflugzeug. Laut eigener Aussage gelang es ihm, mit diesen Pulverraketen feindliche Flugzeuge abzuschießen. Es sei ihm dann verboten worden, an diesen Raketen weiterzuarbeiten. Das durch seine Teilnahme am Ersten Weltkrieg unterbrochene Studium an der Technischen Hochschule in München schloss Nebel 1919 als Diplom-Ingenieur ab und arbeitete anschließend als Oberingenieur bei Siemens. Von 1923 bis 1927 war Nebel Teilhaber einer Feuerwerksfabrik in Pulsnitz, arbeitete dann wieder bei Siemens & Halske und war seit 1930 als selbständiger Raketenforscher tätig.
Johannes Winkler gründete 1927 mit anderen den Verein für Raumschiffahrt in Breslau. Nebel kam 1929 hinzu, als der Verein seine Tätigkeiten nach Berlin verlegte und Hermann Oberth der Vereinsvorsitzende war. Dort versammelten sich in der Folgezeit viele Pioniere der Raketentechnik und Raumfahrt. Nebel gehörte zu deren Pionieren, unterstützte mit seiner Erfahrung als Ingenieur 1929 Hermann Oberth beim Bau der Flüssigkeitsrakete als Propagandarakete für den Film des Regisseurs Fritz Lang Frau im Mond (Buchvorlage von dessen Frau Thea von Harbou) und stellte 1930 an der Berliner Technischen Reichsanstalt sein erstes Raketentriebwerk vor. Im selben Jahr gründete er mit seinen Mitstreitern den Raketenflugplatz Berlin in Berlin-Tegel, wo er unter anderem mit Klaus Riedel, Kurt Heinisch, Hans Hüter, Paul Ehmayr und Wernher von Braun wichtige Grundlagen der Raketentechnik erarbeitete, und war Mitbegründer der internationalen Forschungsgesellschaft Panterra.
1932 wurde Nebel von einem Magdeburger Geschäftsmann beauftragt, eine bemannte Rakete zu entwickeln, die eine Person bis zum Mond transportieren könne. Zusammen mit einem größeren Team wurde eine Rakete entwickelt und getestet, die als Magdeburger Startgerät (10-L) bezeichnet wurde und deren Modell heute im Technikmuseum Magdeburg zu besichtigen ist. Nach der Machtübernahme der Nationalsozialisten im Frühjahr 1933 wurden sämtliche Aktivitäten unter staatliche Kontrolle gestellt. Der Raketenflugplatz Berlin wurde bald darauf geschlossen. Der Verein für Raumschiffahrt spielte ebenfalls keine Rolle mehr und wurde 1945 endgültig aufgelöst. Raketenentwicklung wurde ab sofort – ohne Beteiligung Nebels – unter Schirmherrschaft der Deutschen Wehrmacht in der Heeresversuchsanstalt Kummersdorf, später in der Heeresversuchsanstalt Peenemünde, weitergeführt.
1934 wurde Nebel im Zusammenhang mit dem Röhm-Putsch verhaftet und von jeglicher Raketenentwicklung auf Lebenszeit ausgeschlossen. Er galt als politisch unzuverlässig und wurde für seine Raketenentwicklung mit 75.000 Reichsmark abgefunden. Wernher von Braun und weitere von Nebels Mitarbeitern gingen zur Reichswehr und entwickelten weiter Raketen.
Nebel hingegen gründete ein Ingenieurbüro. Im Juli 1944 wurde Nebel auf Vermittlung von Klaus Riedel von der Mittelwerk GmbH in Nordhausen beauftragt, die Montage der empfindlichen Rudermaschinen des Aggregat 4 durch einen automatischen Arbeiter zu unterstützen.
Nach 1945 widmete sich Nebel der Vortragstätigkeit, kämpfte vergeblich um Entschädigung und Anerkennung und war 1963 bis 1965 wissenschaftlicher Mitarbeiter der Gesellschaft für Weltraumforschung in Bad Godesberg. Nebel schrieb unter anderem das Buch Raketenflug, das 1932 erschien. 1972 folgte seine Autobiographie Die Narren von Tegel. Ein Pionier der Raumfahrt erzählt.
Rudolf Nebel war seit seiner Studienzeit beim Corps Cisaria in München aktiv und blieb dort Zeit seines Lebens Mitglied.
Er verstarb 1978 im Alter von 84 Jahren und wurde auf dem Weißenburger Südfriedhof beigesetzt.

## Ehrungen
Rudolf Nebel wurde am 13. September 1965 in Nürnberg das Bundesverdienstkreuz 1. Klasse „in Anerkennung der um Volk und Staat erworbenen besonderen Verdienste“ verliehen. Anlässlich seines 75. Geburtstags wurde er mit der wenig bekannten Pionierkette der Windrose ausgezeichnet.
In seinem Geburtsort Weißenburg wurde eine Straße nach ihm benannt. Ebenfalls in Weißenburg sollte 1969 die Staatliche Realschule in Rudolf-Nebel-Realschule umbenannt werden, was aber vom Bayerischen Kultusministerium nicht weiter verfolgt wurde, weil Schulen nicht nach lebenden Persönlichkeiten benannt werden durften. So trägt seitdem lediglich ein Gebäudeteil der Staatlichen Realschule Weißenburg den Namen Rudolf-Nebel-Realschule und im Gebäudeinneren ist eine Bronzebüste aus dem Jahr 1970 des Künstlers Wolf Ritz aufgestellt.
In der Haupthalle des Flughafens Berlin-Tegel, die nach dem Raketenpionier „Nebelhalle“ genannt wurde, befand sich ein weiteres Reliefporträt, geschaffen von Erich Fritz Reuter. Dieses wurde 2018 entfernt.

## Veröffentlichungen
- Raketenflug, 1932, OCLC 6227133. (Reprint 2002 ISBN 3-933395-64-X)
- Die Narren von Tegel. Ein Pionier der Raumfahrt erzählt. Droste Verlag. Düsseldorf 1972. ISBN 3-7700-0314-4